# Léognan
Léognan là một xã trong tỉnh Gironde, thuộc vùng Nouvelle-Aquitaine của nước Pháp, có dân số là 8.269 người (thời điểm 1999). Xã nằm trong vùng đô thị của thành phố Bordeaux. Trong khi Léognan trong năm 1962 còn có trên 2.674 dân cư thì năm 1999 đã có 8.269 người dân. Léognan là một nơi trồng nho trong vùng trồng nho Graves.